# Gambusia
A Gambusia a sugarasúszójú halak (Actinopterygii) osztályának fogaspontyalakúak (Cyprinodontiformes) rendjébe, ezen belül az elevenszülő fogaspontyfélék (Poeciliidae) családjába tartozó nem.

## Tudnivalók
A Gambusia-fajok többsége édesvízi hal, de néhányuk megtalálható a brakkvízben és a sósvízben is. Kedvelt akvárium halak. A Gambusia nem fajai elevenszülők; az ivadékok a nőstény testében fejlődnek ki. 9 fajuk végveszélyben van, 2 faj pedig már kihalt.

## Rendszerezés
A FishBase szerint a nembe 43 faj tartozik:
- szúnyogirtó fogasponty, (Gambusia affinis) (Baird & Girard, 1853)
- Gambusia alvarezi Hubbs & Springer, 1957
- Gambusia amistadensis Peden, 1973 - kihalt
- Gambusia atrora Rosen & Bailey, 1963
- Gambusia aurata Miller & Minckley, 1970
- Gambusia baracoana Rivas, 1944
- Gambusia beebei Myers, 1935
- Gambusia bucheri Rivas, 1944
- Gambusia clarkhubbsi Garrett & Edwards, 2003
- Gambusia dominicensis Regan, 1913
- Gambusia echeagarayi (Alvarez, 1952)
- Gambusia eurystoma Miller, 1975
- Gambusia gaigei Hubbs, 1929
- Gambusia geiseri Hubbs & Hubbs, 1957
- Gambusia georgei Hubbs & Peden, 1969 - kihalt
- Gambusia heterochir Hubbs, 1957
- Gambusia hispaniolae Fink, 1971
- Gambusia holbrooki Girard, 1859
- Gambusia hurtadoi Hubbs & Springer, 1957
- Gambusia krumholzi Minckley, 1963
- Gambusia lemaitrei Fowler, 1950
- Gambusia longispinis Minckley, 1962
- Gambusia luma Rosen & Bailey, 1963
- Gambusia manni Hubbs, 1927
- Gambusia marshi Minckley & Craddock, 1962
- Gambusia melapleura (Gosse, 1851)
- Gambusia monticola Rivas, 1971
- Gambusia myersi Ahl, 1925
- Gambusia nicaraguensis Günther, 1866
- Gambusia nobilis (Baird & Girard, 1853)
- Gambusia panuco Hubbs, 1926
- Gambusia pseudopunctata Rivas, 1969
- Gambusia punctata Poey, 1854
- Gambusia puncticulata Poey, 1854
- Gambusia regani Hubbs, 1926
- Gambusia rhizophorae Rivas, 1969
- Gambusia senilis Girard, 1859
- Gambusia sexradiata Hubbs, 1936
- Gambusia speciosa Girard, 1859
- Gambusia vittata Hubbs, 1926
- Gambusia wrayi Regan, 1913
- Gambusia xanthosoma Greenfield, 1983
- Gambusia yucatana Regan, 1914

## Fordítás
- Ez a szócikk részben vagy egészben  a   Gambusia című angol Wikipédia-szócikk fordításán alapul.  Az eredeti cikk szerkesztőit annak laptörténete sorolja fel. Ez a jelzés csupán a megfogalmazás eredetét és a szerzői jogokat jelzi, nem szolgál a cikkben szereplő információk forrásmegjelöléseként.